# Jun Tonosaki
Jun Tonosaki (jap. 外崎 潤, Tonosaki Jun; * 9. Januar 1984 in Sapporo, Hokkaidō) ist ein ehemaliger japanischer Eishockeyspieler, der zehn Jahre lang für die Nippon Paper Cranes in der Asia League Ice Hockey spielte und die Liga mit seinem Klub dreimal gewinnen konnte. 

## Karriere
Jun Tonosaki begann seine Karriere als Eishockeyspieler im Team der Hokkaidō Oberschule. Von 2005 bis 2015 spielte er für die Nippon Paper Cranes in der Asia League Ice Hockey. Mit der Mannschaft aus Kushiro gewann er 2007, 2009 und 2014 jeweils die Liga. Beim Titelgewinn 2014 führte er sein Team als Mannschaftskapitän auf das Eis.

### International
Für Japan nahm Tonosaki im Juniorenbereich an der U18-B-Weltmeisterschaft 2000 und nach der Umstellung auf das heutige Divisionensystem der U18-Weltmeisterschaft der Division I 2001 sowie der U20-Junioren-Weltmeisterschaft der Division II 2002 und der U20-Junioren-Weltmeisterschaft der Division I 2004 teil. 
Im Seniorenbereich stand er im japanischen Aufgebot bei den Weltmeisterschaften der Division I 2006, 2007, 2008, 2009, 2010 und 2012, als er Kapitän der Japaner war. Außerdem vertrat er sein Heimatland bei den Qualifikationsturnieren für die Olympischen Winterspiele 2010 und 2014 sowie bei den Winter-Asienspielen 2007, als durch einen 3:2-Erfolg gegen Kasachstan der Titel gewonnen wurde, und 2011, als nach einer 1:4-Niederlage gegen den gleichen Gegner Platz zwei erreicht wurde.

## Erfolge und Auszeichnungen
- 2007 Meister der Asie League Ice Hockey mit den Nippon Paper Cranes
- 2009 Meister der Asie League Ice Hockey mit den Nippon Paper Cranes
- 2014 Meister der Asie League Ice Hockey mit den Nippon Paper Cranes

### International
- 2002 Aufstieg in die Division I bei der U20-Weltmeisterschaft der Division II
- 2007 Goldmedaille bei den Winter-Asienspielen
- 2011 Silbermedaille bei den Winter-Asienspielen

## Statistik
(Stand: Ende der Saison 2014/15)